# Пан, вы вдова
«Пан, вы вдова» (также «Сударь, Вы вдова!», чеш. Pane, vy jste vdova!) — чехословацкая научно-фантастическая кинокомедия 1970 года с элементами чёрного юмора, снятая режиссёром Вацлавом Ворличком по сценарию Милоша Мацоурека. Основной темой фильма являются обмен телами и пересадка мозга, которые приводят к различным комическим ситуациям.

## Сюжет
Действие происходит в небольшом вымышленном европейском королевстве, где решены проблемы имплантации органов и пересадка частей тела от одного человека к другому (или от животного — человеку) стала обыденностью. После того, как офицер почётного караула по неосторожности отрубил саблей руку королю другого королевства, прибывшему с дипломатическим визитом, король Розебуд IV постановил полностью ликвидировать столь некомпетентную армию. Но военные никогда не разрешат осуществление такого плана. Поэтому генерал Отис и майор Роберт Штайнер запланировали убить короля, устроив аварию в лифте. Однако заговор (но не заговорщиков) раскрывает местный астролог Стюарт Гампл, незадолго до этого предсказавший самому себе, что станет… вдовой. Военные решают избавиться также и от Гампла. В то же время они готовят новое покушение на короля. Для этой цели они планируют использовать известную актрису Эвелину Келеттьеву, а точнее — её копию, созданную из телятины профессором Сомром. В голову лже-Эвелины собираются пересадить мозг отбывающей тюремное заключение женщины-убийцы Фанни Штубовой, зарезавшей нескольких мужчин, в том числе своего мужа. Заговорщики заманивают Гампла в ловушку и убивают его, Штубову же убеждают принять таблетку с ядом, чтобы переселиться в новое молодое тело. После этого мозг Гампла должны отправить в местный НИИ для изучения, а мозг Штубовой — в клинику профессора Сомра для пересадки. Однако посыльный путает коробки, и таким образом мозг Гампла оказывается в голове лже-Эвелины...

## В ролях
- Ива Янжурова — Эвелина Келеттьева, актриса / её копия
- Иржи Совак — король Розебуд IV
- Ольга Шоберова — Молли Адамс, актриса
- Франтишек Филиповский — король Оскар XV
- Честмир Ржанда — премьер-министр генерал Отис
- Хелена Ружичкова — Фанни Штубова, убийца
- Витезслав Вейражка — генерал
- Владимир Меншик — Блум, любовник Штубовой
- Иржи Хрзан — Стюарт Гампл, астролог
- Эдуард Цупак — майор Роберт Штайнер
- Милош Копецкий — профессор Сомр
- Ян Либичек — Бобо, офицер почётного караула, затем повар
- Отто Шиманек — Альфред Келетти, промышленник, муж Эвелины
- Иржи Лир — Гугенхайм, актёр
- Карел Эффа — посыльный
- Стелла Зазворкова — Мария, жена Отиса
- Любомир Костелка — секретарь Альфреда Келетти
- Виктор Маурер — дирижёр
- Стелла Майова — Герта, подруга Марии Отисовой
- Ладислав Смоляк — театральный критик на премьере
- Зденек Сверак — театральный критик на премьере

## Награды
- Ива Янжурова — Премия за лучшую женскую роль на Международном Кинофестивале научно-фантастических фильмов — Триест, 1971.